# کاوچ‌دی‌بی
آپاچی کاوچ‌دی‌بی (به انگلیسی: CouchDB) که به معمولاًبا نام کاوچ‌دی‌بی شناخته می‌شود، یک پایگاه داده‌های سندگرای متن‌باز است.
کاوچ‌دی‌بی در ابتدا با زبان برنامه‌نویسی سی++ نوشته شده بود، ولی در آوریل ۲۰۰۸ آن را به زبان برنامه‌نویسی ارلنگ انتقال دادند. این پایگاه‌داده خصوصیاتی را از نواس‌کیوال به قرض گرفته و برای رونویسی محلی و مقیاس‌پذیری افقی در طول دستگاه طراحی شده‌است.
این پروژه توسط دامین کتز ایجاد شد. در اوایل سال ۲۰۱۲، کتز این پروژه را ترک کرد تا بر کاوچ‌بیس سرور تمرکز کند.